# ビグドイ

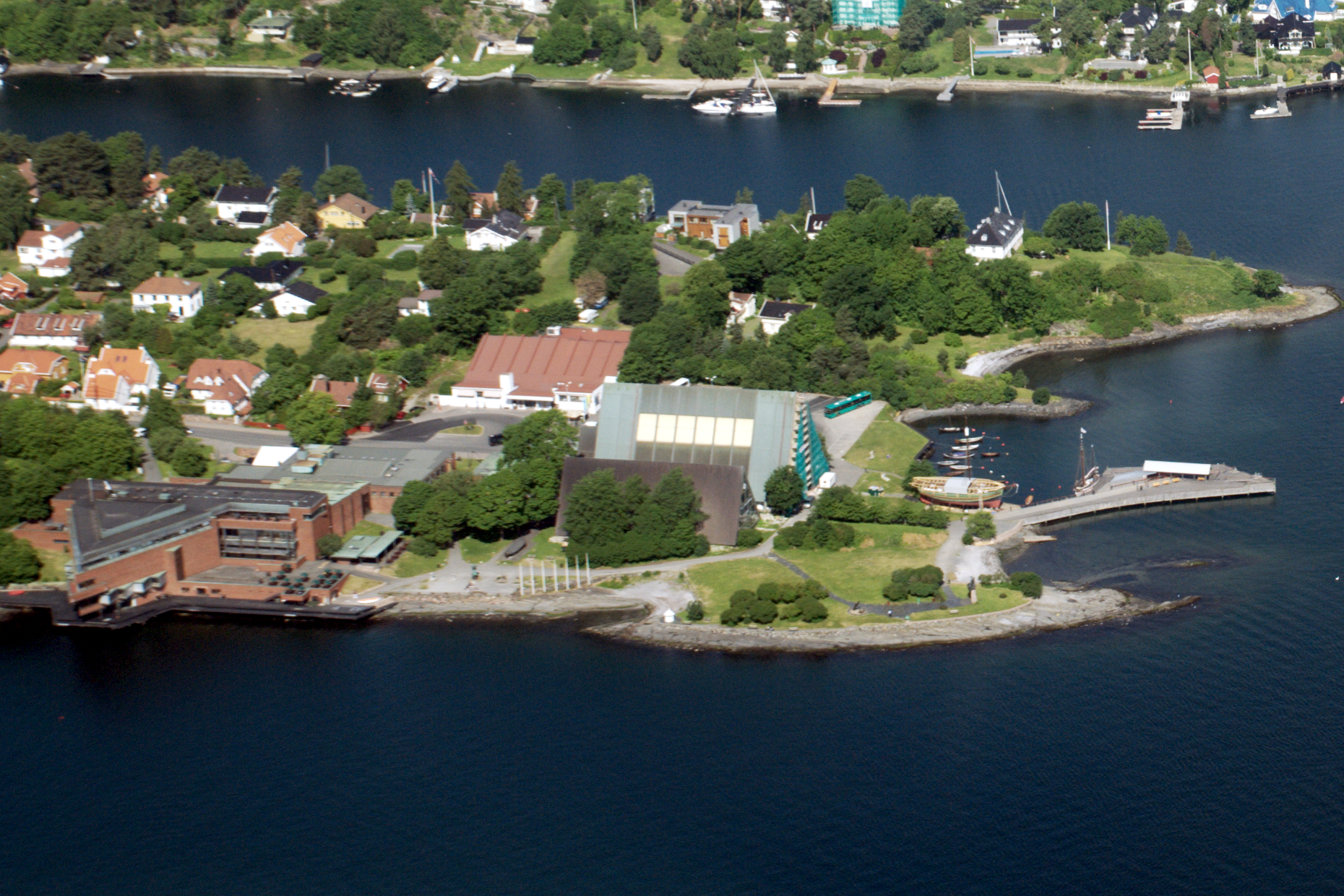
ビグドイ

ビグドイ (ノルウェー語：Bygdøy) は、ノルウェーの首都オスロ市の西側の半島である。ビグドイ半島、あるいはビグドイ地区などとも表現される。
ビグドイには、公園や庭園、森林、博物館、そしてノルウェー王室の領地がある。

## 概要

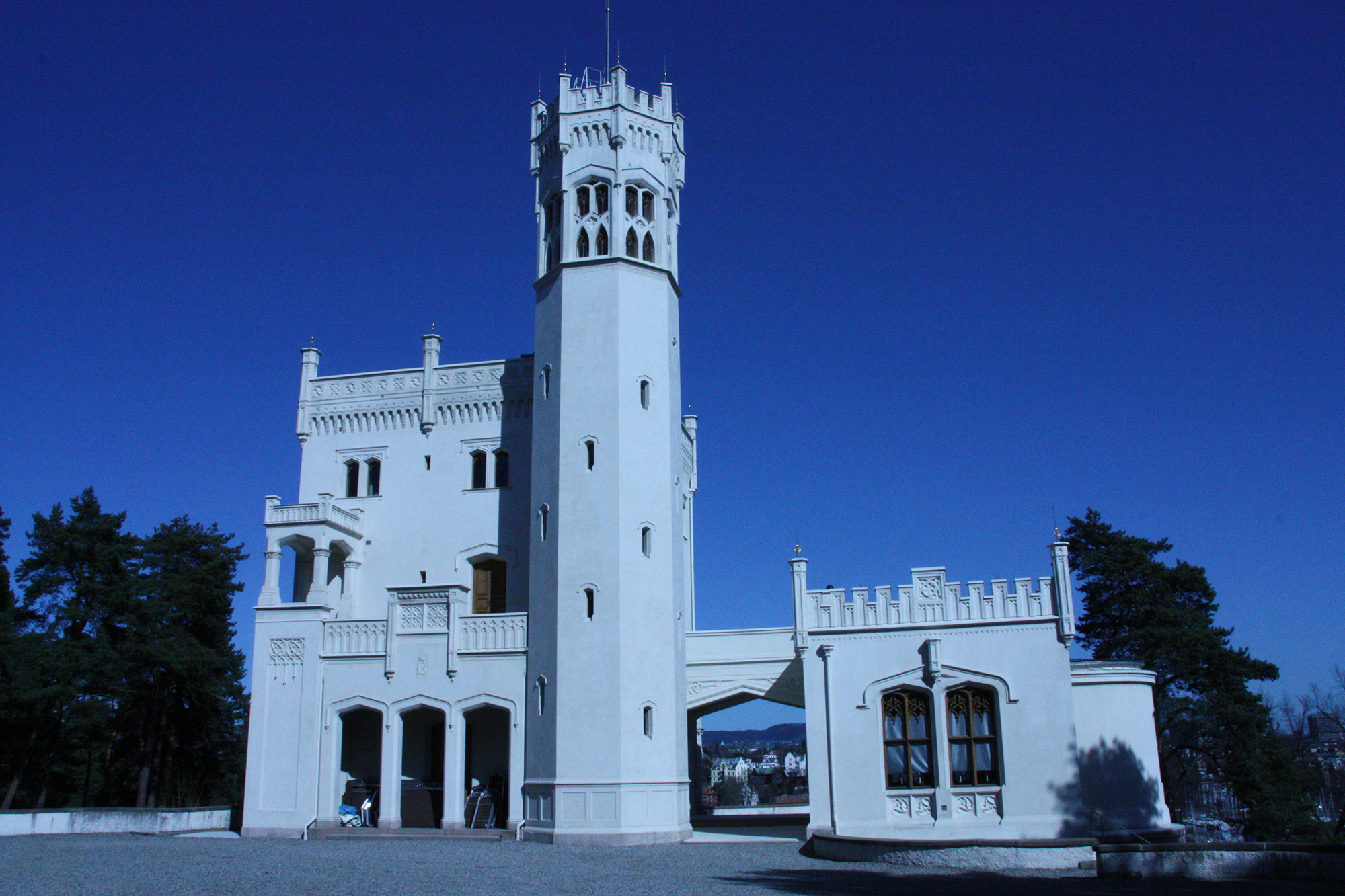
オスカー・ホール城

ビグドイは元々、ホーヴェデーヤ島のシトー会修道院の領有する島であったが、氷河の後退により半島となり、1532年にはノルウェー王室の領土となった。
ビグドイには公園、森林、そしてビーチがある。1885年にはビグドイには111軒しか住宅がなかったが、今日では多くの公園や庭園が住宅地として分割され、居住地区として売りに出されている。しかし、依然として富裕層向けの高級住宅地、保養地である事は変わっていない。
ノルウェー王室の避暑地、保養地であるサマーハウス（Bygdøy kongsgård）、オスカー・ホール城といった建物もビグドイにあり、これらは宅地開発から保護されている
。
2004年のスマトラ島沖地震の後、この災害の犠牲者を追悼する慰霊碑がノルウェー政府によってビグドイの西端の岸に建立される事となった。この慰霊碑は2007年10月19日にノルウェー国王ハーラル5世の手によって除幕式が行われた。

## 博物館
ビグドイには現在、5つの博物館がある。
- ノルウェー民俗博物館 (Norsk Folkemuseum) - ノルウェーの歴史的建造物を展示する野外博物館。ブスケルー県から移築されたゴル・スターヴ教会などがある[4]。
- ヴァイキング船博物館 (Vikingskipshuset) - ヴァイキング船の展示および研究を行っている博物館で、オスロ大学文化史博物館（英語版）の一部でもある。オーセベリ船、ゴクスタ船、トゥーネ船として知られる三隻のヴァイキング船が展示されている[5]。
- ノルウェー海洋博物館 (Norsk Maritimt Museum) - 海洋史、沿岸文化の展示[6]。ノルウェー民俗博物館と共同運営されている。
- コンティキ号博物館 (Kon-Tiki Museet) - 海洋学者であり探検家でもあったトール・ヘイエルダールのコンティキ号を展示する[7]。
- フラム号博物館 (Frammuseet) - フリチョフ・ナンセン、ロアール・アムンセンによって使用された帆船フラム号を展示する[8]。

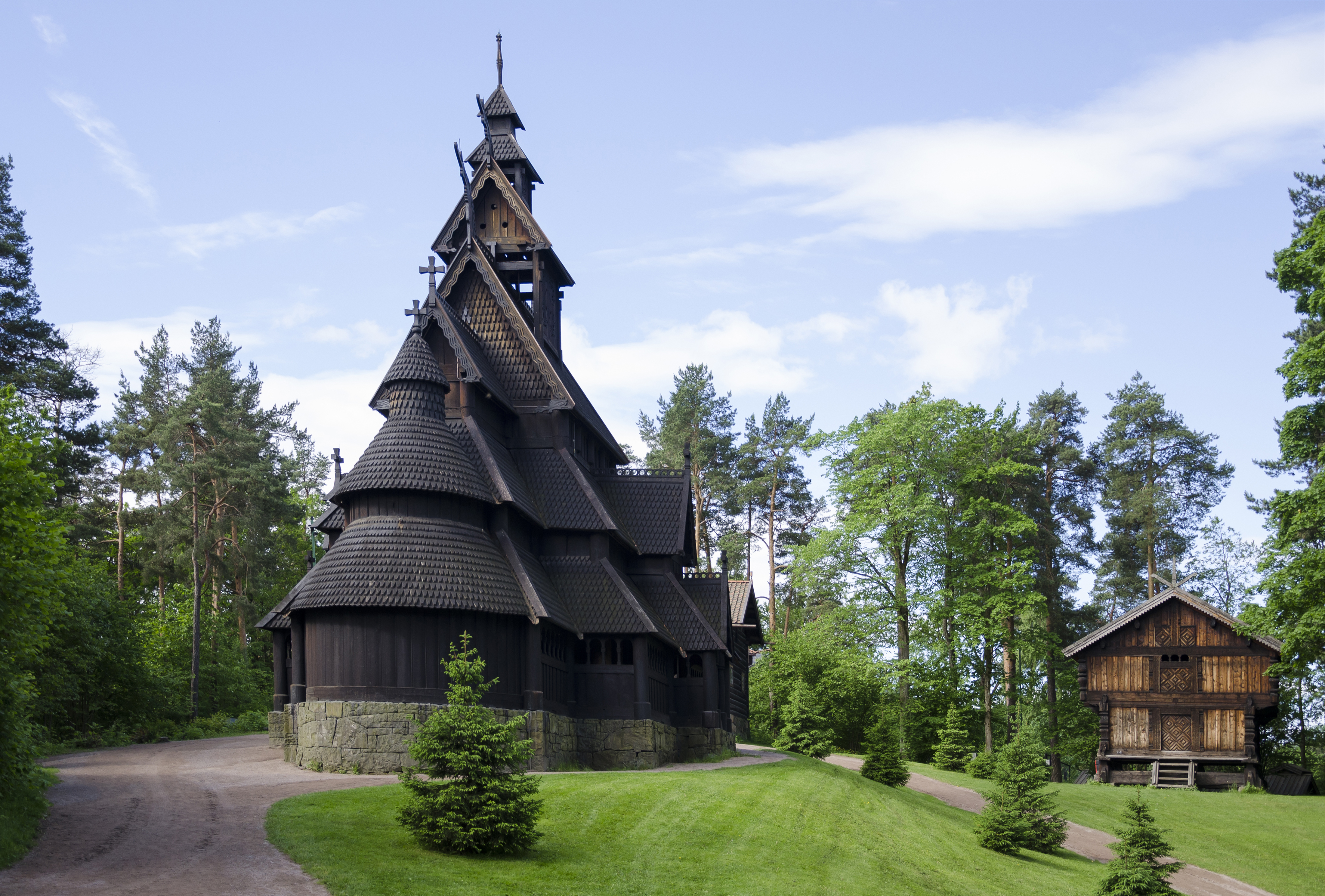
ノルウェー民俗博物館のゴル・スターヴ教会
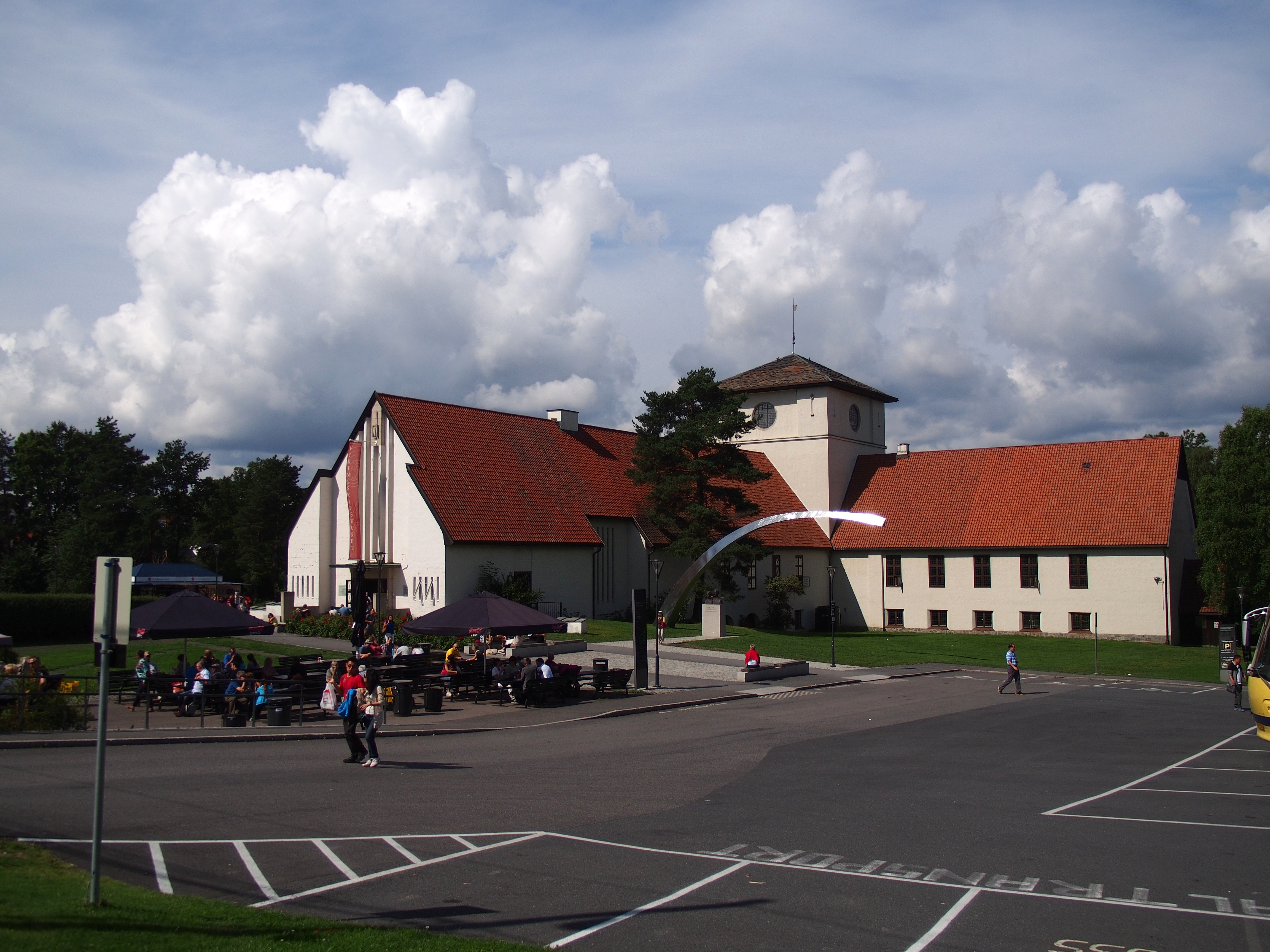
ヴァイキング船博物館
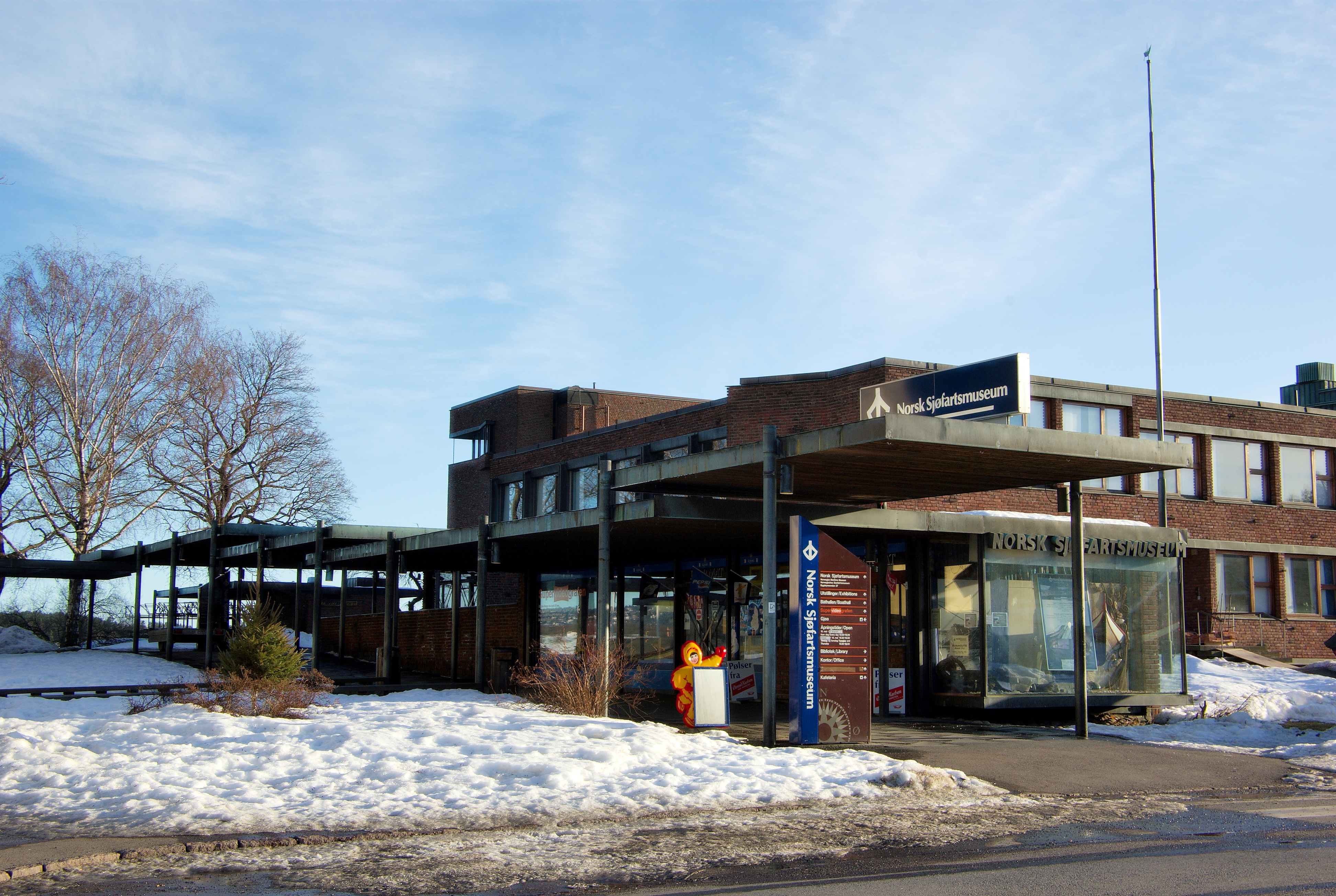
ノルウェー海洋博物館
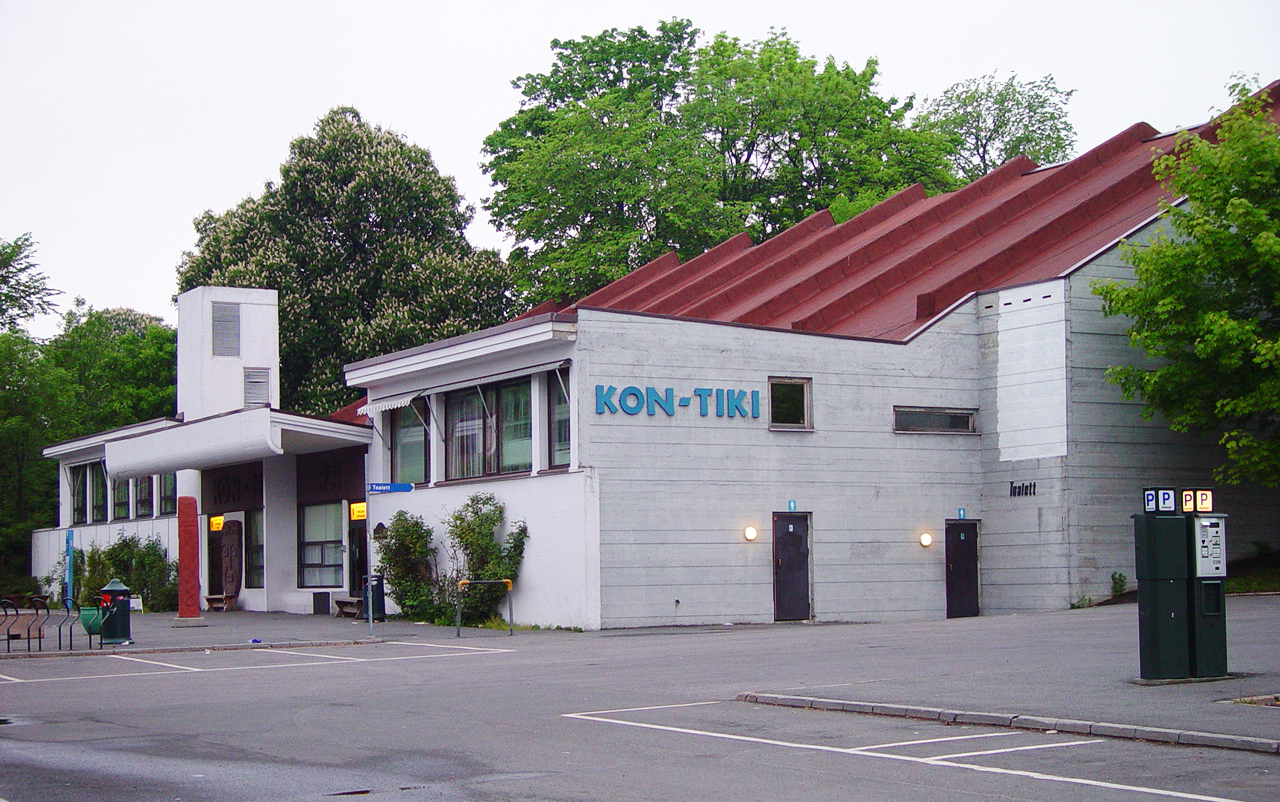
コンティキ号博物館
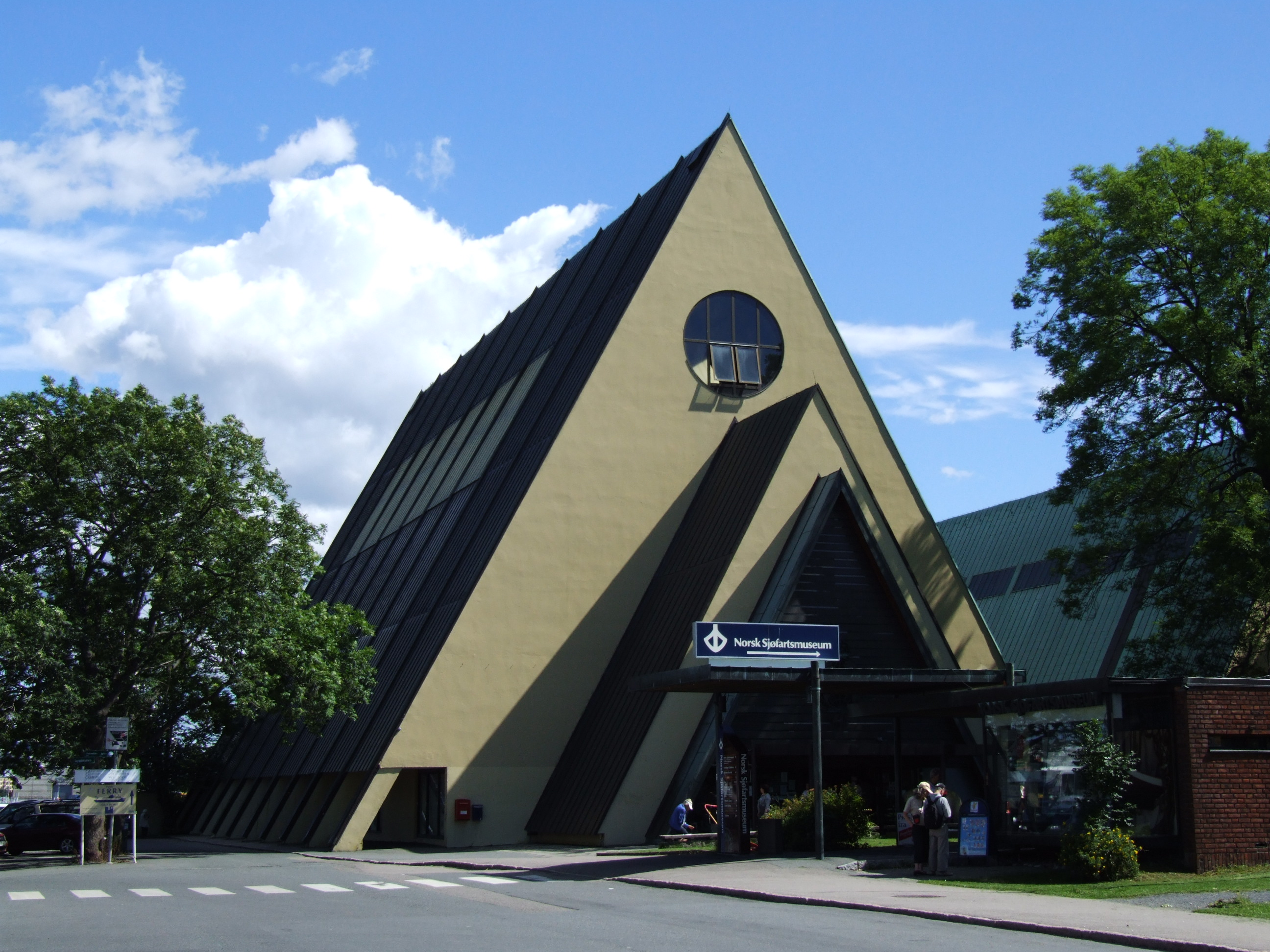
フラム号博物館

## 交通
オスロ市内から公共バスが出ている他、夏季（4月-10月）には公共のフェリーでビグドイ半島へ渡る事も可能である。